# Frans Snyders
Frans Snyders (Amberes, 11 de noviembre de 1579 - Amberes, 19 de agosto de 1657), o Snijders, fue un pintor flamenco de animales y bodegones.

## Biografía
Snyders nació y murió en Amberes. Sus padres tenían un restaurante en Amberes que los artistas frecuentaban. Está documentado como estudiante de Pieter Brueghel el Joven en 1592/1593, y posteriormente recibió formación de Hendrick van Balen, el primer maestro de Antoon van Dyck. Fue amigo de Van Dyck quien pintó a Snyders y su esposa más de una vez (Colección Frick, Kassel, etc).

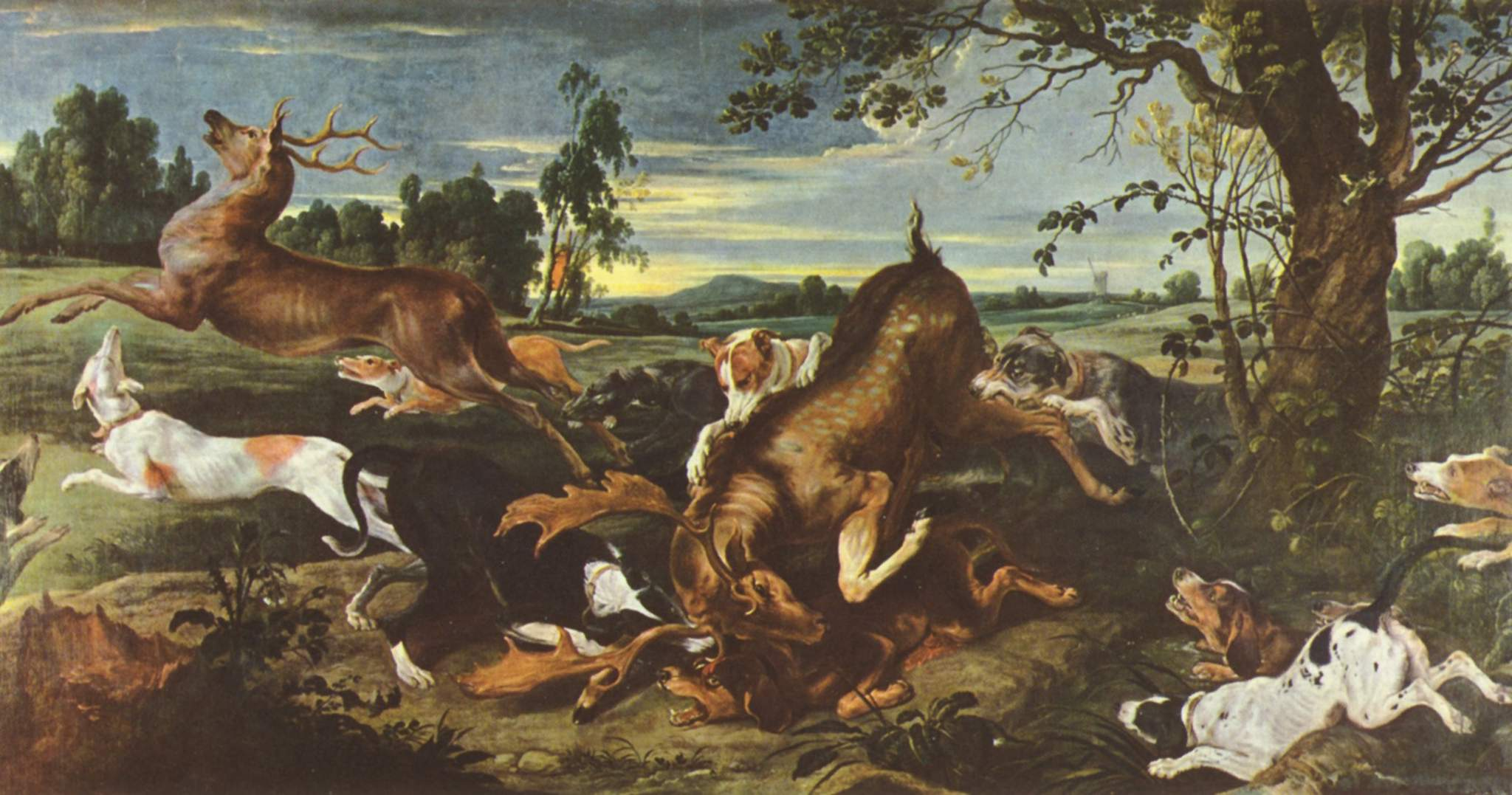
La caza del ciervo, segundo cuarto del, óleo sobre lienzo, 220 × 420 cm, Museos reales de Bellas Artes de Bélgica, Bruselas.

Entró en la cofradía de pintores de Amberes en 1602. Visitó Italia en 1608-9, pasando por Roma, y trabajando para el Cardenal Borromeo en Milán. En 1611 se casó con Margaretha, hermana de Cornelis de Vos y Paul de Vos (otro pintor de animales), en Amberes. Jan Fyt fue primero su alumno, y luego su ayudante, desde 1629.
Snyders inicialmente se dedicó a pintar flores, fruta y temas de bodegones, pero más tarde se volvió hacia la pintura de animales, y ejecutó con gran habilidad y espíritu escenas de caza y combates de animales salvajes. Fue uno de los primeros grandes especialistas animaliers. Se considera que él creó dos nuevos tipos de pintura: la naturaleza muerta de caza y las «despensas». 
Su composición es rica y variada, su dibujo correcto y vigoroso, su toque marcado y bastante expresivo de las diferentes texturas de pieles. Su excelencia en este tipo de pintura suscitó la admiración de Rubens, quien frecuentemente le utilizó para pintar animales, fruta y bodegones en sus propios cuadros, y ayudó a Jacob Jordaens, Thomas Willeboirts Bosschaert y otros artistas de manera similar.

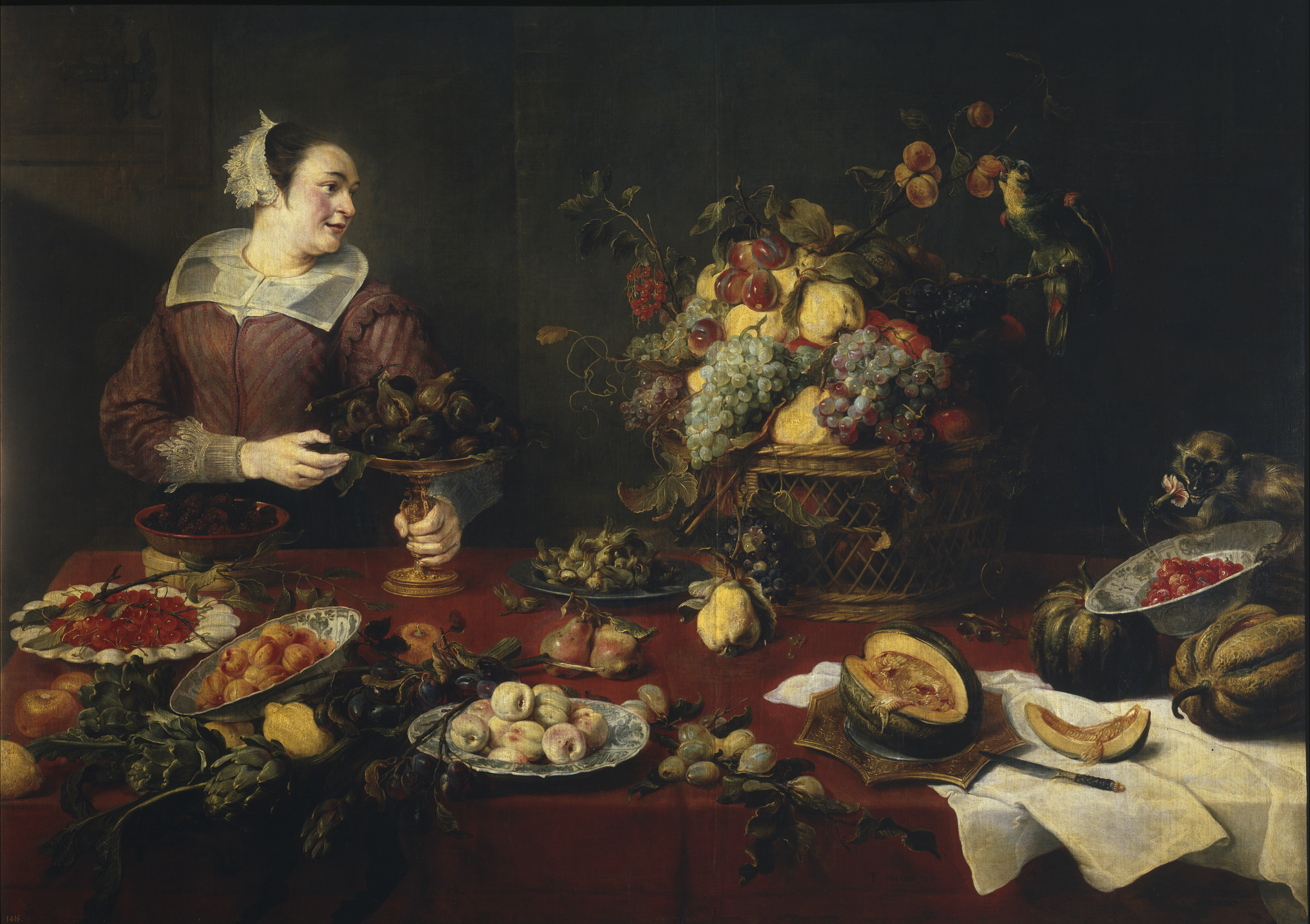
La frutera, c. 1633, Museo del Prado.

En las cazas del león y del jabalí que llevan el nombre de Snyders aparece a veces la mano de Rubens. Es uno de los albaceas del testamento de Rubens.
Fue nombrado pintor principal del archiduque Alberto, gobernador de los Países Bajos españoles, para quien hizo algunas de sus mejores obras. Una de ellas, una Caza del ciervo fue regalada al rey Felipe III de España, quien junto con su sucesor, Felipe IV, encargaron al artista que pintase varios temas de caza, que aún se conservan en España. También trabajó para el archiduque Leopoldo Guillermo de Habsburgo, cuando se convirtió en gobernador.